# Pont de la rue du Charroi
Le pont de la rue du Charroi, dans la commune bruxelloise de Forest, est un pont à poutres métallique ferroviaire à trois travées respectivement de 7,5 m, 9 m, 7,5 m. L’infrastructure cet ouvrage d’art est constituée de deux rangées de 21 colonnes (appuis fixes) et de deux culées à ses extrémités (appuis mobiles). Ces colonnes en fonte sont hautes de 4,85 m et possèdent un diamètre variable de 20 cm (à la base) à 32 cm (au niveau du tablier). Chaque colonne est ancrée dans un massif en béton armé qui s’appuie sur 6 pieux battus en béton armé. Les appuis sur culée sont matérialisés par des rouleaux métalliques. Chaque culée est constituée d’un mur d’enceinte en maçonnerie remplie par du béton. Ces culées sont fondées sur un ensemble de pieux battus en béton armé verticaux et inclinés.
La structure principale du tablier est constituée de 21 poutres maîtresses longitudinales (chaque colonne s’appuie directement sur deux colonnes et les culées) et d’entretoises transversales. Des poutres transversales secondaires s’appuyant sur les poutres « maîtresses » longitudinales tous les 1,5 m. Ces poutres supportent des voussettes en maçonnerie sur lesquelles est posé le ballaste. Le contreventement est assuré par des plats diagonaux reliant les deux premières poutres maîtresses.